# Rhopalophora punctatipennis
Rhopalophora punctatipennis es una especie de escarabajo longicornio del género Rhopalophora, categorizada en la tribu Rhopalophorini, de la subfamilia Cerambycinae. Fue descrita por Linsley en 1935.

## Descripción
Mide 6-9 mm de longitud.

## Distribución
Se distribuye por América: Guatemala y México.